# پنجره باز (ماتیس)
پنجره باز (انگلیسی: The Open Window) نقاشی از آنری ماتیس است.